# Philinopsis pusa
Philinopsis pusa is een slakkensoort uit de familie van de Aglajidae. De wetenschappelijke naam van de soort is voor het eerst geldig gepubliceerd in 1966 door Ev. Marcus & Er. Marcus.